# 袁捷
袁捷（1919年6月—1997年6月22日），湖北省英山县红山镇金家墩人。中华人民共和国政治人物、军事将领，大校军衔。

## 生平
1930年，袁捷参加苏维埃童子团，任中队长。1937年12月，加入中国共产党，任支部宣传委员。1940年7月，因部队整编，他到江苏省天长县汊涧镇新四军江北指挥部军政干校学习。10月，干校随刘少奇到达苏北盐城，与陈毅部队会合，干校与苏北指挥部干部学校、皖东干部学校合并组成抗日军政大学第五分校。陈毅兼任校长，冯定任副校长，谢祥军任教育长。袁捷是1中队1班的学员，当选为中队支部书记（中队长陈贤义，指导员郭淮）。
袁捷毕业后任新四军第一师连政治指导员，营政治教导员，营长兼政治教导员。先后参加高林桥、三垛河、黄四梁、黄桥战役、兴化战役等。1941年7月，任“联抗”部队第四大队政治教导员。1942年年底，部队整编改任第一连，他担任政治指导员。1943年10月，任“联抗”部队第一团营政治教导员。1944年10月，随“联抗”部队整编，任苏中军区第三军分区特务第五团营政治教导员。1945年8月，在泰兴攻坚战中，他带领突击分队率先突破城墙，占领伪军师部，俘伪军千余名，该营突击连荣获“泰兴第一连”的光荣称号。
第二次国共内战期间，任华中野战军第六纵队第五十三团、第五十二团参谋长，第二十四军第二一四团副团长，先后参加苏中战役、涟水战役、莱芜战役。孟良崮战役中，1947年5月，袁捷带领6纵先头部队53团夺取垛庄，封闭合围口，切断国军整编74师的退路；之后他带领主攻分队同其他部队一起攻破孟良崮指挥部。豫东战役中，他率团围攻龙王店，从坦克里揪出国军第7兵团司令区寿年、参谋长林祥等。之后他继续率领所部参加淮海战役、渡江战役。1949年8月11日，解放军发动长山列岛战役，袁捷率领214团1、2营作为第一梯队，率先渡海进攻登陆南长山岛。
1952年8月，袁捷任中国人民志愿军第二十四军第七十师参谋长，率部参加朝鲜战争，并参与指挥五圣山守备战和上甘岭战役，荣获朝鲜民主主义人民共和国二级国旗勋章。1955年10月回国。1956年4月，任第七十师师长，荣获三级独立自由勋章和二级解放勋章。1956年、1957年两次率部参加国庆阅兵大典。1958年3月，袁捷被选入高等军事学院基本系第一期深造，毕业后历任第六十六军第一九六师师长。1960年，袁捷晋升大校。1964年12月至1975年，任河北省军区副司令员。1971年至1975年，任中共河北省委常委。邢台地震期间，他陪同周恩来、李先念视察灾区，组织协调抗震救灾部队完成了安置重建任务。后任内蒙古军区第一副司令员。1977年，中央军委针对军队院校的严重破坏和部队未来建设的需要，作出《关于办好军队院校的决定》，他负责重建北京军区步兵学校（石家庄陆军学院前身），任校长并在1978年3月20日举行开学典礼，用100天时间重建学校。1982年10月至1985年6月，担任北京军区副司令员。1985年6月，袁捷退休。他主持编写了《步兵分队指挥员知识手册》，编著出版了《简明军事教育学》、《参谋业务知识大全》、《烈焰腾腾》等。1997年6月22日，在北京逝世。